# Charoides subfasciata
Charoides subfasciata är en skalbaggsart som först beskrevs av Thomson 1860.  Charoides subfasciata ingår i släktet Charoides och familjen långhorningar. Inga underarter finns listade i Catalogue of Life.